# Tour della nazionale maschile di rugby a 15 del Canada 2009
Dopo i mondiali di rugby del 2007 (eliminata alla prima fase), la nazionale canadese di rugby union si reca in tour varie volte.
Nel 2009 si reca in Giappone, dove subisce due sconfitte assai pesanti.

## Risultati
| Arbitro: | Brown |

| |            | |
| mete: Aruga, Horie Kikutani, Leitch, Onozawa, Tupuailei trasf.: Arlidge, Webb 4 c.p.: Webb 2 | Marcatori  | mete: Hirayama c.p.: Pritchard |
| 15 Go Aruga 14 Kosuke Endo, 11 Hirotoki Onozawa 13 Koji Taira, 12 Ryan Nicholas 10 Shaun Webb, 9 Tomoki Yoshida 8 Takashi Kikutani (c), 7 Philip O'Reilly, 6 M. Leitch 5 Toshizumi Kitagawa, 4 Hitoshi Ono 3 K. Hatakeyama, 2 Shota Horie, 1 N.i Kawamata sostituti: 16 Y.Yasue, 17 H.Hirashima 18 Daniel Quate, 19 Toetuu Taufa 20 Yuki Yatomi, 21 A. Tupuailei, 22 J. Arlidge | Formazioni | 15 James Pritchard 14 Sean Duke, 11 Justin Mensah-Coker 13 Ciaran Hearn, 12 Bryn Keys 10 Ander Monro, 9 Phil Mack 8 A. Carpenter, 7 A. Kleeberger, 6 C. O'Toole 5 Tyler Hotson, 4 Josh Jackson 3 D. Pletch, 2 P. Riordan (c), 1 K. Tkachuk sostituti: 16 Mike Pletch, 17 Doug Wooldridge 18 J.Sinclair, 19 N. Dala 20 Sean White, 21 N. Blevins, 22 N.n Hirayama |

| Arbitro: | Munbro |

| |            | |
| mete: Aruga, Goromaru Hatakeyama, Leitch trasf.: Nicholas c.p.: Webb | Marcatori  | c.p.: Monro, Pritchard |
| 15 Go Aruga 14 Kosuke Endo, 11 Hirotoki Onozawa 13 Alisi Tupuailei, 12 Ryan Nicholas 10 Shaun Webb, 9 Tomoki Yoshida 8 T. Kikutani (c), 7 P. O'Reilly, 6 M. Leitch 5 Toshizumi Kitagawa, 4 Hitoshi Ono 3 K. Hatakeyama, 2 Shota Horie, 1 N. Kawamata sostituti: 16 Takeshi Kizu, 17 H.Hirashima 18 S. Makabe, 19 Toetuu Taufa 20 Yuki Yatomi, 21 J. Arlidge, 22 A. Goromaru, | Formazioni | 15 James Pritchard 14 Ciaran Hearn, 11 Justin Mensah-Coker 13 Matt Evans, 12 Nick Blevins 10 Ander Monro, 9 Sean White 8 A.Carpenter, 7 A. Kleeberger, 6 N. Dala 5 Tyler Hotson, 4 Jebb Sinclair 3 D. Wooldridge, 2 P. Riordan (c), 1 K. Tkachuk sostituti: 16 Mike Pletch, 17 D. Pletch 18 Chauncey O'Toole, 19 M. MacSween 20 Phil Mack, 21 N. Hirayama, 22 Sean Duke, |